# Mizuki Yanagita
Mizuki Yanagita (Tokyo, 26 marzo 1996) è un'ex pallavolista giapponese, nel ruolo di schiacciatrice.

## Carriera
La carriera di inizia Mizuki Yanagita inizia a livello scolastico, giocando prima alle scuole medie e poi alle scuole superiori; parallelamente entra a far parte delle selezioni giovanili giapponese, giocando nel 2012 e nel 2013 per la nazionale pre-juniores.
Nel gennaio 2014 entra a far parte delle NEC Red Rockets, con cui inizia la carriera professionistica in V.Premier League, disputando la seconda parte della stagione 2013-14 e debuttando in occasione del Torneo Kurowashiki: con il suo club vince lo scudetto 2014-15, venendo premiata come miglior esordiente del campionato, il V.League Top Match 2015, venendo eletta MVP e il campionato asiatico per club 2016; nel 2014 con la nazionale juniores vince la medaglia d'argento al campionato asiatico ed oceaniano.

## Palmarès

### Club
- Campionato giapponese: 2

2014-15, 2016-17
- Campionato asiatico per club: 1

2016
- / V.League Top Match: 1

2015

### Nazionale (competizioni minori)
- Campionato asiatico ed oceaniano juniores 2014

### Premi individuali
- 2015 - V.Premier League giapponese: Miglior esordiente
- 2015 - V.League Top Match: MVP
- 2016 - Campionato asiatico per club: Miglior opposto